# Meus avós, meus pais e eu
Meus avós, meus pais e eu é uma pintura de Frida Kahlo. A data de criação é 1936. Está localizada no Museu de Arte Moderna.

## Descrição e análise
A obra foi produzida com tinta a óleo, zinco. Representa a árvore genealógica de Kahlo, com destaque para seus avós, nos cantos superiores, e seus pais, ao centro, com um feto preso ao ventre de sua mãe. À esquerda, está representado o México, com cactus e montanhas, e, à direita, o Oceano Atlântico. Isso é uma estratégia da pintora para simbolizar sua dupla origem, europeia e mexicana. Outros temas presentes no quadro são: dor, maternidade e fecundidade.
Kahlo é retratada no primeiro plano, como uma criança, nua. Ela segura um barbante vermelho, representando possivelmente seus laços de sangue. A menina está representada no pátio da Casa Azul.
O estilo da representação foi descrito como onírico e transgressor.

## Contexto
Kahlo realizou o retrato logo após a Lei de Nuremberg, de 1935, que proibiu casamentos entre diferentes raças. No quadro, a pintora exalta sua dupla origem, alemã e mexicana. Assim, a representação realizada por Kahlo opõe-se ao nazismo, crescente.
Meus avós, meus pais e eu é também relacionado a uma "obsessão" da pintora com o ciclo da vida, um tema recorrente em sua produção artística.
O quadro foi apresentado em uma exposição solo de Kahlo em 1939, na Julien Levy Gallery, em Nova York. Foi comprado pelo psiquiatra Allan Roos. Na exposição foi chamado de Minha família. Foi dado por Roos ao MoMA, onde está atualmente exposto.